# 名古屋臨海鉄道
名古屋臨海鉄道株式会社（なごやりんかいてつどう）は、名古屋港東地域に於ける鉄道貨物輸送を行う鉄道事業者。駐車場・倉庫業なども行っている。日本貨物鉄道（JR貨物）、名古屋港管理組合、日本通運などが出資している。

## 歴史
名古屋港では古くから名古屋港線と愛電築港線（現・名鉄築港線）が東西臨港地区の鉄道貨物輸送を担っていたが、昭和初期の工業化と港湾埋立ての進捗により東臨港地区では更なる貨物線の建設が求められるようになった。1935年（昭和10年）には名古屋商工会議所が鉄道省名古屋鉄道局長宛に東築地臨港鉄道接続の陳情書を提出しており、対岸の堀川口駅から堀川・山崎川を渡河して7-9号地（昭和・船見・潮見埠頭）の県営貨物線に接続する計画であった。鉄道省もこの計画に乗り気で1938年（昭和13年）より建設工事に取り掛かったが、高架線の建設に反対する地元との交渉や戦時突入による資材不足から進展せず、1943年（昭和18年）12月に鉄道省は愛知県に建設中止を申し入れた。
この間も増加する貨物需要に対応するため、上述した新線が完成するまでの暫定措置として県営貨物線と名鉄築港線（1935年より名古屋鉄道）と接続し、大江駅・神宮前駅・熱田駅経由で貨物輸送を行うことになった。1941年（昭和16年）11月に認可された連絡運輸は1943年（昭和18年）8月から新線開通までの期限付きとされたが、新線建設が中止となったことでそのまま継続され、1950年（昭和25年）7月に改めて両者の連絡運輸が承認されている。
戦後になると臨港地区の埋立てや企業進出がますます進行した。名鉄線・熱田駅経由での東臨港地区の貨物輸送量は1958年度に約106万トン、1962年度には約178万トンと飛躍的に増加しており、1965年度には約350万トン、1970年度には500万トンになると予想されていた。また、1954年（昭和34年）には南部造成地へ東海製鉄（現・日本製鉄）の進出が決まり、貨物線の南進も必要になってきた。これに対し名鉄は当地区の貨物輸送継続を国鉄総裁に陳情していたが、愛知県や名古屋商工会議所は名鉄経由では増加する貨物量に対応できないとして、再び貨物線の建設を要望した。国鉄、名鉄、名古屋港管理組合の三者間で議論を重ねた結果、1960年（昭和35年）の会談により笠寺駅 - 東港駅間を国鉄が、大江駅 - 東港駅間を名鉄がそれぞれ建設・運営することになった。
当初は決議に則って国鉄自らが建設する予定だったが、日本国有鉄道法の改正で、このような地域開発鉄道は地方公共団体との共同出資で別会社を設立する「臨海鉄道」方式が確立しつつあった。そこで、国鉄名古屋鉄道局は先例となる京葉臨海鉄道の事例を参考に新会社設立を検討した。既に建設に入っていた笠寺駅 - 東港駅間は国鉄線とし東港駅 - 南港駅間のみを臨海鉄道とするB案と、全区間を臨海鉄道とするA案とが比較検討されたが、両案からさらに発展して法規上微妙な立場となっていた7-9号地の名鉄構外側線をも臨海鉄道に含む案が採用された。構外側線の譲渡によって減収が予想される名鉄はこの案に難色を示したものの、10数回もの会談の末に営業補償問題などを解決し、最終的に了承を得た。この他、側線で貨車取扱業務を受託していた日本通運にも出資を要請している。
こうして運営する路線の全容が決まり、名古屋臨海鉄道として1965年（昭和40年）1月23日に会社が設立された。会社設立に先立つ1964年（昭和39年）12月18日には運輸大臣宛てに起業目論見書が提出された。当初予定され、1965年（昭和40年）5月11日に経営免許を得た路線網の全容は以下の通りであった。
- 東港線：笠寺駅 - 南港駅 (11.1km)
- 昭和町線：東港駅 - 昭和町駅 (1.42km)
- 船見町線：東港駅 - 北汐見町駅 (3.86km)
- 汐見町線：船見町線2.92km地点 - 南汐見町駅 (2.44km)
- 大江線：東港線2.6km地点 - 大江駅 (1.0km)

新設されるのは東港線および大江線で、このうち大江線は1965年（昭和40年）9月の開業予定に建設が間に合いそうになかったため、暫定措置として現行の構外側線を仮連絡線として使用することになった（結局大江線はこのまま未成となり、仮連絡線を東築線として永久使用する形に変更される）。
昭和町線、船見町線、汐見町線は名鉄構外側線からの改良である。駅設置により運賃も設定されたが、当初の案では9号地（潮見埠頭）での入換作業や運賃設定に支障が生じることが明らかになったため、北汐見町駅と南汐見町駅の設置はやめて船見町線2.92km地点に汐見町駅を置き、以遠は全て汐見町駅の構外側線とする形に変更された。これにより広大な構内を持つことになった汐見町駅は作業の複雑化が予想されたため、日本通運からの要望もあり同社に貨車入換業務を委託することになった。

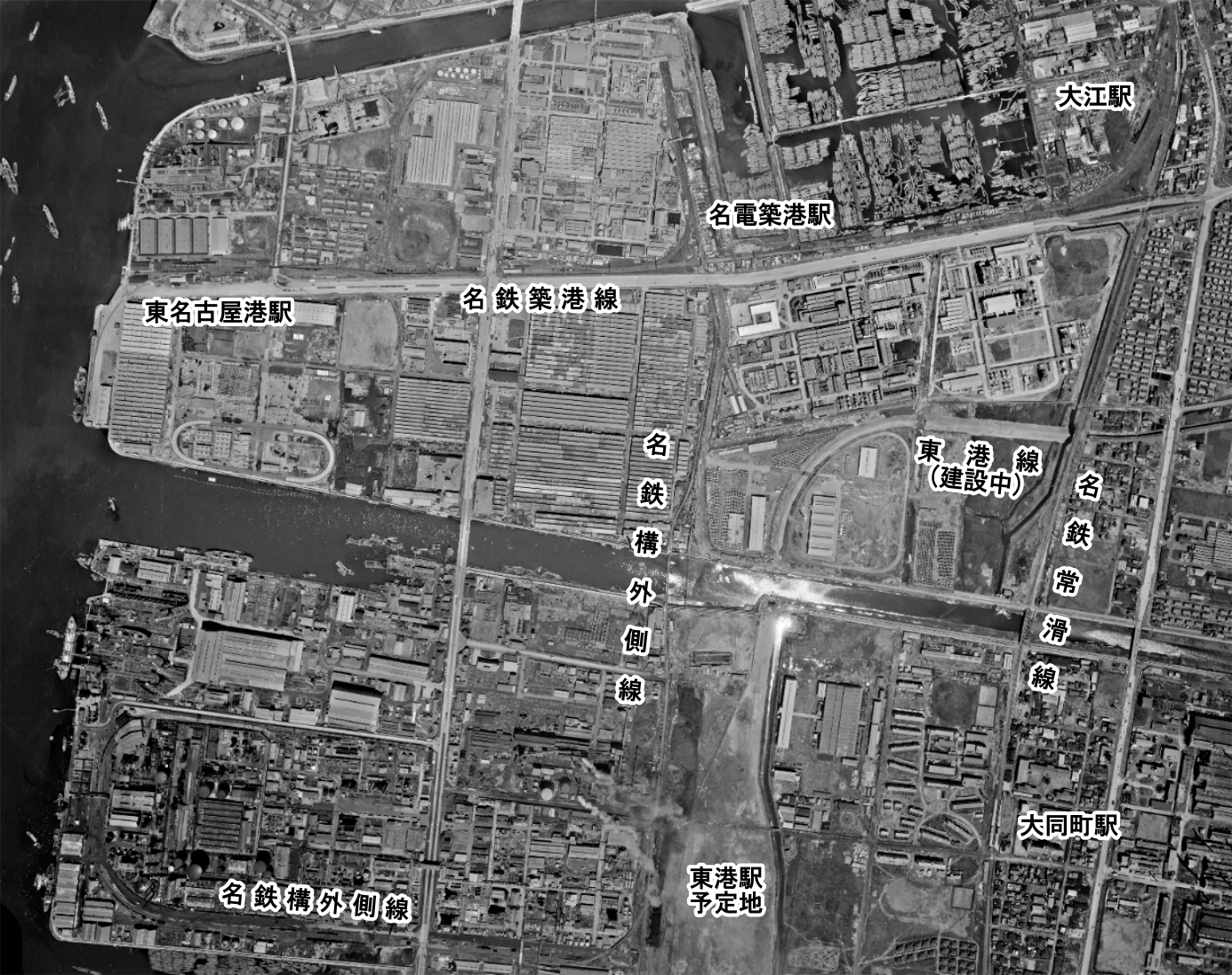
建設中の東港線と既設の構外側線（後の昭和町線と東築線）。1963年。 帰属：国土交通省「国土画像情報（カラー空中写真）」　配布元：国土地理院地図・空中写真閲覧サービス

### 年表
以下の開業日は名古屋臨海鉄道としてのもので、東築線、汐見町線、昭和町線の大部分は開業前より存在した県営貨物線が原型である。
- 1960年（昭和35年）2月 - 名古屋陸運局、国鉄、名鉄の三者会談により笠寺駅分岐の東臨港線の建設が決議される[6]。
- 1961年（昭和36年）
  - 2月 - 東臨港線の建設が国鉄理事会で議決される[6]。
  - 3月17日 - 国鉄と名古屋港管理組合が笠寺駅 - 東港駅間の鉄道建設に関する協定書を締結[15]。
  - 4月 - 笠寺駅 - 東港駅間の第1期工事着工[16]。
- 1964年（昭和39年）
  - 11月18日 - 国鉄、名古屋港管理組合、出資企業らによる名古屋臨海鉄道設立準備会開催[17]。
  - 11月20日 - 第1回発起人会開催[18]。
- 1965年（昭和40年）
  - 1月19日 - 創立総会開催[19]。
  - 1月23日 - 名古屋臨海鉄道株式会社設立。資本金10億円[10]。
  - 5月11日 - 東港線・昭和町線・船見町線・汐見町線・大江線の経営免許取得[20]。
  - 6月3日 - 7・8・9号地の名鉄構外側線の契約替え要請（7月末までにほぼ完了）[21]。
  - 7月10日 - 名鉄との連絡運輸（大江駅及び名電築港駅との暫定連絡）および大江駅共同使用契約締結[21]。
  - 7月19日 - 免許路線の内容変更申請認可。船見町線・汐見町線を統合し、汐見町駅以遠は同駅構外側線とする[14]。
  - 7月20日 - 国鉄と駅共同使用契約締結[22]。
  - 8月中 - 国鉄・名鉄との貨車直通認可（9日・27日名古屋運輸局長、19日国鉄総裁）[23]
  - 8月1日 - 本社移転[10]。
  - 8月9日 - 昭和町駅 - 名電築港駅間の側線を大江線開通までの仮連絡線とする申請が名古屋陸運局より認可[12]。
  - 8月17日 - 国鉄との連絡運輸契約承認[22]。東港線・汐見町線・昭和町線の運輸開始認可[10]。
  - 8月19日 - 汐見町線・昭和町線の側線を東港駅に接続する切り替え作業を夜間に実施[24]。
  - 8月20日 - 東港線・汐見町線・昭和町線開業[25][10]。
  - 8月23日 - 国鉄からの現物出資により資本金11億3710万7500円に増資[10]。
  - 9月1日 - 全面開業。仮連絡線による名古屋鉄道との連絡運輸を開始[26]。
  - 10月1日 - 名古屋臨海鉄道互助会発足[27]。
- 1966年（昭和41年）
  - 1月25日 - 取締役会で大江線建設中止および仮連絡線を東港駅 - 名電築港駅間に変更し正式路線とする旨を決議[13]（『二十五年史』では28日[27]）。
  - 5月27日 - 東築線（東港駅 - 名電築港駅間）の経営免許取得[13]。
  - 6月10日 -  東築線を東港駅接続に仮設切り替え[27]。
  - 6月16日 - 名電築港駅の共同使用契約締結[21]。
- 1967年（昭和42年）
  - 2月20日 - 工務部が東港駅本社分室に移転[27]。
  - 3月15日 - 南港線工事施工認可[10]。
  - 10月30日 - 名古屋鉄道管理局と貨車検修作業請負契約を締結[28]。
- 1968年（昭和43年）
  - 4月23日 - 南港線二期線（南港 - 知多間）の経営免許取得[28]。
  - 7月12日 - 名古屋臨海鉄道労働組合結成[27]。
  - 8月29日 - 南港線の運輸開始認可[28]。
  - 9月1日 - 南港線部分開業[25][28]。
  - 9月2日 - 子会社の名古屋臨海開運設立。資本金300万円[28]。
  - 10月1日 - 国鉄貨車集結業務の受託開始[29]。
  - 11月14日 - 南港線二期線工事施工認可[28]。
- 1969年（昭和44年）
  - 4月1日 - 南港線二期線建設に向け資本金15億3710万7500円に増資[10]。
  - 5月20日 - 事業部を新設[29]。
  - 6月23日 - 南港線二期線の運輸開始認可[28]。
  - 6月25日 - 南港線二期線開業（全通）[25][28]。
  - 11月24日 - 東陽油槽、油辰商店、中央倉庫から預託金600万円を収受[29]。
- 1970年（昭和45年）4月1日 - 笠寺駅共同使用契約に代えて笠寺駅貨車の授受作業に関する契約を締結[29]。
- 1972年（昭和47年）
  - 6月 - 地域住民より東港駅列車通過時の騒音振動の苦情出る[30]。
  - 6月15日 - 騒音振動調査を名古屋市衛生研究所に依頼[30]（翌年5月15日調査開始、また中部工業大学も8月21日より調査開始[31]）。
  - 6月21日 - テレビ受像障害調査をNHKに依頼（10月30日調査開始）[30]。
- 1973年（昭和48年）
  - 1月 - 名古屋市から東港線公害改善勧告を受ける[30]。
  - 3月1日 - 名古屋臨海開運に600万円増資[31]。
  - 3月 - 名古屋港管理組合から公害防止対策実施要請、防音壁の設置開始[31]。
- 1974年（昭和49年）5月 - 沿線403世帯に対しテレビ障害対策費として世帯ごとに1万円配布[31]。
- 1976年（昭和51年）
  - 7月1日 - 定年退職者による名臨鉄OB会発足[32]。
  - 8月20日 - 東港車両区を廃止し東港機関区・東港貨車検修区設置。工事区廃止[32]。
  - 8月 - 全線線路荒廃復旧の五ヶ年計画に着手[32]。
- 1979年（昭和54年）10月 - 本線路の50kgレール化完工[32]。
- 1980年（昭和55年）
  - 3月21日 - 名古屋貨物ターミナル開発設立に向け2,000万円出資[32]。
  - 4月1日
    - 関連事業部新設[32]。
    - 名古屋港管理組合に対し線路用地使用料の支払いを開始[32]。
    - 汐見町線・東築線の防潮扉（計3ヶ所）の取扱を名古屋管理組合から受託[33]。

  - 8月1日 - 名古屋貨物ターミナル駅入換事務所を設置[33]。
  - 8月20日 - 東港線の騒音振動測定結果を市民団体に説明[33]。
  - 10月1日 - 名古屋貨物ターミナル駅の貨車入換業務を受託[33]。
  - 11月1日 - 名古屋臨海通運に1,350万円増資[33]。
- 1981年（昭和56年）
  - 9月1日 - 関連事業部廃止[33]。
  - 10月29日 - 東港線沿線の名古屋鉄道所有地5,490m2を取得[33]。
- 1982年（昭和57年）
  - 4月5日 - 名古屋港駅のフロント業務受託開始[33]。
  - 4月26日 - 東築線正式開業[25]。
- 1983年（昭和58年）
  - 7月21日 - 国鉄貨車解体請負業務開始[34]。
  - 11月1日 - 企画部、事業部を統合し企画事業部発足[34]。
  - 12月16日 - 国鉄貨車分離解体請負業務開始[34]。
- 1984年（昭和59年）
  - 1月13日 - 損害保険代理店業開始[34]。
  - 1月14日 - 本社に社長室を設置[34]。
  - 4月1日 - 業務部を営業部に改称[34]。
  - 8月13日 - 機関車全般検査を直営化[34]。
  - 10月1日 - 本社東港分室内にて旅行代理店業の営業開始[34]。
  - 12月7日 -  日本テレコム設立に対し1,000万円出資[34]。
- 1985年（昭和60年）
  - 2月15日 - 果樹栽培事業（キウイ）開始[34]。
  - 3月31日 - 国鉄貨車解体請負業務終了[34]。
  - 5月10日 - 名古屋臨海サービス設立。資本金300万円[34]。
  - 9月10日 - フォークリフト検査を直営化[34]。
  - 10月8日 - 本社東港分室の名臨旅行センター事務所を増築[34]。
  - 12月26日 - 名古屋鉄道築港線の貨物列車運転業務を受託[34]。
  - 12月28日 - 自動車分解整備工場竣工[34]。
- 1986年（昭和61年）
  - 3月3日 - 自動車分解整備事業の営業開始[34]。
  - 5月1日 - 企画事業部を企画部に、事業部を関連事業部に改称[34]。
  - 6月28日 - 名臨旅行センターを国内旅行業に登録[35]。
  - 7月2日 - 古物取引業開始[35]。
  - 7月8日 - 名臨旅行センターを栄町ビル本社内へ移転[35]。
  - 7月10日 - 自動車整備工場を増設[35]。
  - 8月31日 - 名古屋南港駅構内に小型船舶保管整備施設を新設[35]。
  - 9月5日 - 愛知環状鉄道設立に対し2,000万円出資[35]。
  - 9月10日 - 小型船舶保管整備事業の営業開始[35]。
  - 11月15日 - キウイ初収穫[35]。
  - 12月1日 - 貨物用品東港事業所を設置[35]。
- 1987年（昭和62年）
  - 1月5日 - 自動車分解整備事業の対象にに二輪自動車を追加[35]。
  - 2月10日 - 国鉄貨物用品（シート、ロープ）修理業務を受託開始[35]。
  - 3月21日 - 名古屋港駅のフロント業務受託終了[35]。
  - 3月31日 - 貨車集結業務に関する国鉄との取り決め廃止[35]。
  - 4月1日 - 鉄道事業法公布施行により第一種鉄道事業者となる[35]。
  - 5月 - 新社旗を制定[35]。
  - 6月1日 - 企画部、関連事業部を廃止し企画関連事業部を設置[35]。
  - 6月20日 - マリーン名港の保管庫、事業所を増設[35]。
  - 9月21日 - 企画関連事業部を廃止し企画部、関連事業部を再設置[35]。
- 1988年（昭和63年）
  - 1月1日 - 本社に自動車事業部を設置[35]。
  - 1月8日 - 運輸局の指定を受け自動車整備事業開業[35]。
  - 2月1日 - 名古屋貨物ターミナル駅の列車着受業務を受託[35]。
  - 6月 - 名古屋臨海通運に2,250万円増資[36]。
  - 10月31日 - 東海海洋開発設立。資本金1,050万円[36]。
- 1989年（平成元年）
  - 6月1日 - 名古屋港駅・西名古屋港駅の貨物営業、貨車入換業務を受託[36]。
  - 6月22日 - 名臨事業社設立。資本人1,250万円[36]。
  - 10月2日 - 東港駅構内にオートサービス鈑金塗装工場を新設[36]。
  - 12月6日 - 名臨車体整備設立。資本金300万円[36]。
- 1990年（平成2年）
  - 2月16日 - フォークリフト検査事業開始[36]。
  - 8月27日 - 本社を名古屋駅西口のOVA21ビルに移転[36]。
- 1994年（平成6年）8月 - 本社を現在地に移転[37]。
- 1995年（平成7年）
  - 4月 - 笠寺駅貨車入換、貨物取扱業務を受託[37]。
  - 12月 - 駐車場事業開始[37]。
- 1997年（平成9年）10月 - 四日市駅貨車検修業務を受託[37]。
- 1998年（平成10年）10月 - 塩浜駅のフロント業務、信号業務を受託[37]。
- 1999年（平成11年）1月 - 四日市駅のフロント業務、入換業務を受託[37]。
- 2000年（平成12年）4月 - 多治見駅・春日井駅のフロント業務、入換業務および四日市駅の運転業務、仕業検査業務を受託[37]。
- 2001年（平成13年）3月 - 産業廃棄物運搬業、特別管理産業廃棄物収集運搬業が許可される[37]。
- 2006年（平成18年）11月 - TOYOTA LONGPASS EXPRESS運行開始[37]。
- 2015年（平成27年）8月1日 - 昭和町線全線、汐見町線全線、南港線名古屋南貨物駅 - 知多駅間の営業休止[38]（7月6日届出、以後1年毎に更新）。
- 2016年（平成28年）7月 - 特別管理産業廃棄物収集運搬業（PCB）が許可される[37]。

## 社章
社章は社名のイニシャルとレールを組み合わせたもので、会社が発行する社史から3種のバリエーションが確認できる。変更時期など詳細は不明だが『十五年のあゆみ』（1981年）の時点では正円型の社章（図1）が掲載されており、それが『二十五年史』（1990年）では現行の楕円型社章（図3）に変更されている。また、『二十五年史』ではこのほか初期の社章に装飾を加えた亜種（図2）を「機関車社章」として掲載している。

図1：初期の社章 出典：『十五年のあゆみ』（1981年）
図2：機関車社章
図3：現在の社章 出典：『名古屋臨海鉄道二十五年史』（1990年）

## 路線

路線図

2017年現在、5路線20.5kmを保有する。全て第1種鉄道事業の貨物専業。
新設路線
- 東港線 : 笠寺駅 - 東港駅 (3.8km)
- 南港線 : 東港駅 - 名古屋南貨物駅 - 知多駅 (11.3km)

構外側線からの移管路線
- 昭和町線 : 東港駅 - 昭和町駅 (1.1km)
- 汐見町線 : 東港駅 - 船見町駅 - 汐見町駅 (3.0km)
- 東築線 : 東港駅 - 名電築港駅 (1.3km)

実際に営業している路線は上記のうち東港線、南港線（東港駅 - 名古屋南貨物駅間）、東築線のみであり、他は2015年より営業休止中である。

## 事業
現在、大垣市にある西濃鉄道からの石灰石輸送や、合成会社からの化学製品輸送、名鉄・名古屋市営地下鉄の新車搬入などを行っている。また、2006年11月15日から名古屋南貨物駅 - 盛岡貨物ターミナル駅までトヨタ自動車の部品を輸送する貨物列車「TOYOTA LONGPASS EXPRESS」が新設された。

### 受託業務
JR貨物から以下の駅における業務を受託している。
- 名古屋貨物ターミナル駅 - 入換業務、構内運転業務
  - 同駅に検修庫を設けて機関車3両 (ND552 13 - 16) が常駐していたが、2022年にJR貨物のHD300形に置き換えられた[43]。この機関車ND552形は非重連仕様で、旧国鉄色に準じた塗色が施されていた。
- 笠寺駅 - 入換業務、仕業検査
- 多治見駅 - 入換業務、フロント業務
- 春日井駅 - 入換業務、フロント業務
- 四日市駅 - 入換業務、構内運転業務、フロント業務、貨車検修
- 塩浜駅 - 入換業務

また、名古屋鉄道から築港線の貨物列車（新車の搬入・搬出、資材の運搬）運行を受託している。2024年まではJR貨物から名古屋港駅でも入換業務・フロント業務を受託していた。

### 輸送・収支実績
| 年度 | 貨物輸送数量（トン） | 鉄道業営業収入（千円） | 鉄道業営業費（千円） |
| ---- | -------------------- | ---------------------- | -------------------- |
| 1966 | 1,805,647            |                        |                      |
| 1970 | 2,304,156            |                        |                      |
| 1979 | 2,221,412            | 1,826,981              | 1,649,417            |
| 1980 |                      |                        |                      |
| 1981 |                      |                        |                      |
| 1982 | 1,843,127            | 1,774,716              | 1,639,746            |
| 1983 |                      |                        |                      |
| 1984 | 1,664,878            | 1,534,324              | 1,558,167            |
| 1985 | 1,673,962            | 1,559,659              | 1,546,191            |
| 1986 | 1,549,720            | 1,644,294              | 1,591,744            |
| 1987 | 1,598,394            | 1,885,179              | 1,744,930            |
| 1988 | 1,489,549            | 1,681,105              | 1,679,229            |
| 1989 | 1,466,309            | 1,697,484              | 1,699,667            |
| 1990 | 1,429,208            | 1,647,173              | 1,673,642            |
| 1991 | 1,408,634            | 1,721,066              | 1,780,190            |
| 1992 | 1,342,286            | 1,632,785              | 1,699,918            |
| 1993 | 1,253,378            | 1,578,043              | 1,671,443            |
| 1994 | 1,263,576            | 1,575,478              | 1,604,719            |
| 1995 | 1,314,355            | 1,707,775              | 1,709,818            |
| 1996 | 1,246,513            | 1,758,431              | 1,728,382            |
| 1997 | 1,087,453            | 1,373,261              | 1,398,243            |
| 1998 | 1,018,412            | 1,388,710              | 1,383,545            |
| 1999 | 857,400              | 1,258,402              | 1,373,777            |
| 2000 | 887,906              | 1,266,307              | 1,399,232            |
| 2001 | 847,036              | 1,162,171              | 1,320,910            |
| 2002 | 757,773              | 1,045,539              | 1,196,644            |
| 2003 | 770,958              | 949,625                | 1,006,490            |
| 2004 | 773,935              | 931,353                | 1,013,041            |

- 私鉄統計年報1966年、1970年
- 民鉄主要統計『年鑑日本の鉄道』鉄道ジャーナル社、1985年、1987年-2007年
- 『年鑑世界の鉄道』朝日新聞社、1983年

## 車両

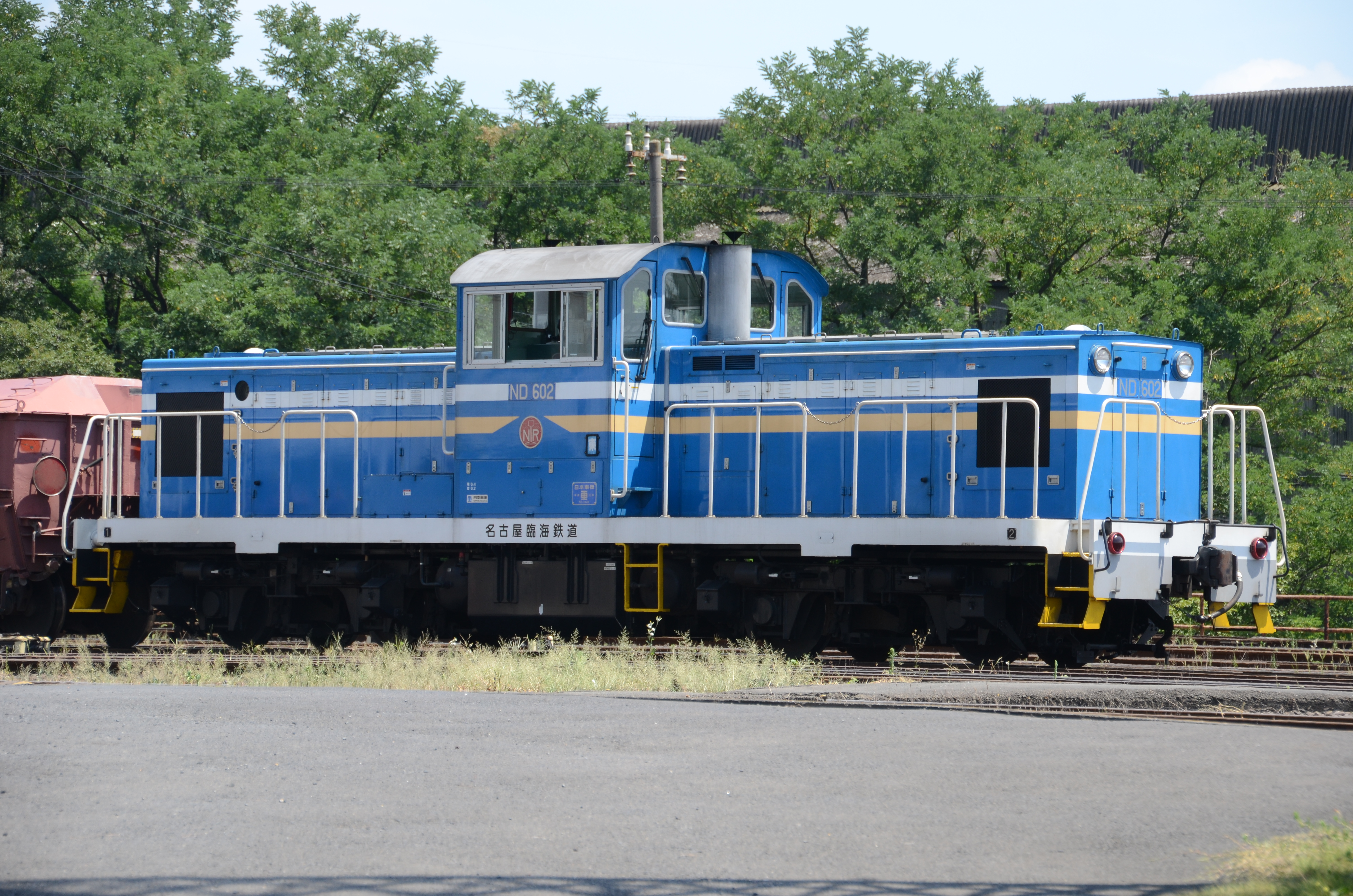
ND60 2

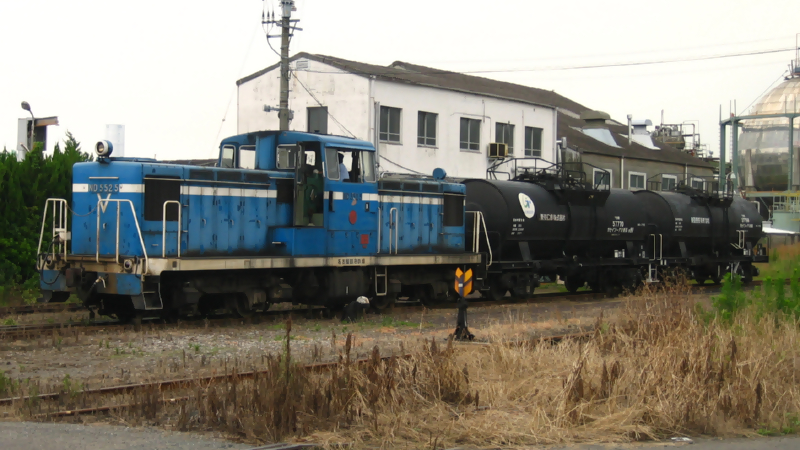
ND552 5

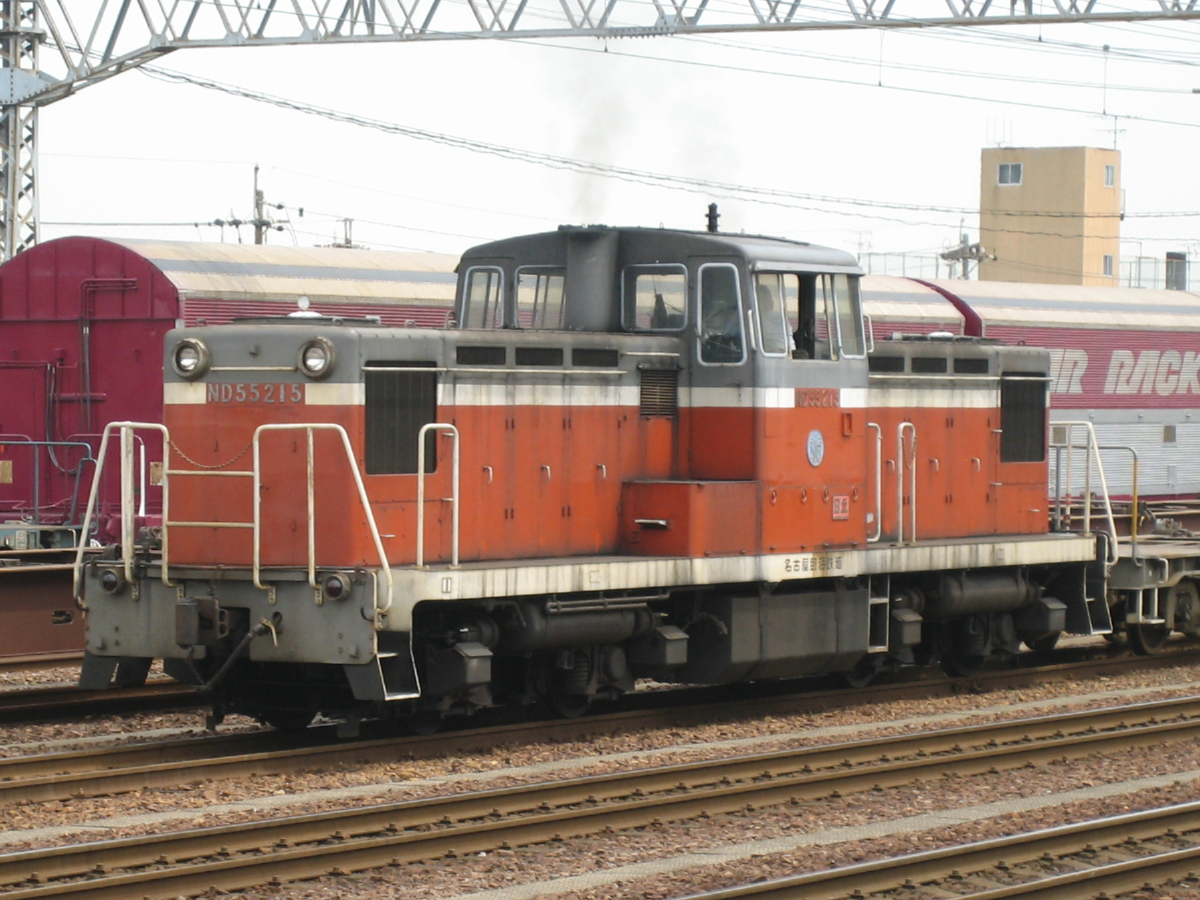
ND552 15

### 現有車両
2024年（令和6年）4月時点で、ND60形2両とND552形4両のディーゼル機関車計6両、ワ1形貨車1両が在籍している。
ND60形 (ND60 1 - 2)
自重60トンのディーゼル機関車。2008年（平成20年）3月に1号機、2010年（平成22年）5月に2号機がそれぞれ登場した。メーカーは日本車輌製造（日本車輌）。560psのエンジンを2基搭載。
ND552形
自社発注機 (ND552 1 - 3, 5 - 10)
国鉄DD13形タイプの55トン機である。500psのエンジンを2基搭載。1965年（昭和40年）から1974年（昭和49年）にかけて導入された自社発注機で、台車や前照灯など細部がDD13形と異なる。計9両在籍したが、1995年（平成7年）に1号機、2003年（平成15年）2号機、2008年（平成20年）に5号機、2012年（平成24年）に6号機が廃車されたほか、2021年までに2両 (3, 9) が除籍され、さらに2023年に10号機も運用離脱した。現在は2両 (7, 8) が運用されている。メーカーは日本車輌製造で、3号機のみ汽車製造。
国鉄DD13形譲受機 (ND552 11 - 13, 15 - 19)
ND552形は1980年（昭和55年）より国鉄からDD13形を譲り受ける形で再び増備され、1988年（平成元年）までに計8両が追加された。1986年（昭和61年）に1両が廃車され、2000年（平成12年）以降に計4両廃車された。2021年より名古屋貨物ターミナル駅での入換機がHD300形に順次置き換えられたことにより、残る3両 (13, 15, 16) も運用を離脱し東港駅へ回送、このうち13, 16号機は一部部品が外されている。
ワ1形貨車
有蓋貨車。1両（ワ1）が在籍。救援車である。1966年（昭和41年）に三岐鉄道から譲り受けたワ1形ワ31を改番したものである。この車両の出自については諸説あるが、一説では1889年（明治22年）に鉄道局新橋工場で木製車として製造された鉄道局ワ9868形ワ9951で、後に鉄道院ワ50000形ワ54986、国鉄ワ1形ワ4712へと改造・改番を経て、1950年に三岐鉄道へ譲渡されたものとされる。三岐鉄道へ譲渡後の1954年に鋼製化がなされ、ワ31と改番されている。営業している現役鉄道車両としては日本で最も古いものである。

### かつて在籍した車両
ND551形 (ND551 1)
1965年（昭和40年）8月の開業にあわせて、貨物列車牽引・入換作業用に導入された。元は国鉄のDD93形 (DD93 1) である。1960年（昭和35年）に日本車輌が製造、国鉄が試用した後、エンジンをDML61S形（1基搭載）に交換した上で転入してきた。1972年（昭和47年）6月廃車。自重55トン。
NB25形 (NB25 1)
日本車輌製の25トン機である。東港駅および昭和町駅での入換作業用として1965年（昭和40年）8月の開業時に導入された。入換作業時のブレーキ力不足のため翌1966年（昭和41年）5月に廃車、日本車輌に返却された。
ND35形 (ND35 1 - 3, 11)
日本車輌製の35トン機で、300psのエンジンを1機搭載する。
1号機はNB25形の代替で、1966年（昭和41年）4月に製造された。続いて1970年（昭和45年）12月に2号機、1972年4月に3号機がそれぞれ製造された。1号機と3号機については1975年（昭和50年）4月に名古屋臨海通運に売却され、知多駅での入換作業用となった。3両とも1997年（平成9年）4月に廃車。
11号機は1969年（昭和44年）6月に製造された。日本通運（日通）の所有で、汐見町駅の入換作業用である。1997年（平成9年）4月に廃車。
DB9形 (DB9)
1957年（昭和32年）に加藤製作所が製造した15トン機である。日通が所有し、元は名古屋鉄道（名鉄）に所属して九号地（港区潮見町）の入換作業に従事していたが、臨海鉄道開業に伴い日通所有のまま名古屋臨海鉄道に移籍、九号地にできた汐見町駅の入換作業用となった（下記のDB45、DB51、DB81、DC61の4両も同様）。1970年（昭和45年）9月廃車。
DB45形 (DB45)
1960年（昭和35年）に日本輸送機が製造した20トン機である。150psのエンジンを1基搭載。1983年（昭和58年）5月廃車。
DB50形 (DB51)
1961年（昭和36年）に加藤製作所が製造した20トン機である。200psのエンジンを1基搭載。1989年（平成元年）3月廃車。
DB80形 (DB81)
1964年（昭和39年）に日立製作所が製造した25トン機である。180psのエンジンを1基搭載。1986年（昭和61年）4月廃車。
DC60形 (DC61)
1962年（昭和37年）に加藤製作所が製造した25トン機である。180psのエンジンを1基搭載。1994年（平成6年）10月廃車。

### その他
OD25
1971年日立製作所製25tディーゼル機関車。宮川駅の小野田セメント専用線、後に坂祝駅の太平洋セメント専用線で入換用として用いられていたもので、専用線廃止後に名古屋臨海鉄道に譲渡された。無車籍。モーターカーTMC100と連結された状態で除草などの保線作業に用いられていた。
DD13 305
国鉄DD13形の305号機で廃車後に部品取り用に譲渡を受け、2010年まで東港駅に留置されていた。既に解体済みである。
DB25
1971年日本車輌製25tディーゼル機関車。元は山九が所有し南四日市駅での専用線の入換作業に使用されていたが、2018年の南四日市駅のJSR専用線廃止に伴い譲渡を受けた。
DB20
1975年協三工業製20tディーゼル機関車。DB25と同様に2018年の南四日市駅のJSR専用線廃止に伴い譲渡を受けた。
ワキ5499
国鉄ワキ5000形貨車。無車籍の状態で東港駅に留置されている。
トキ28664
国鉄トキ25000形貨車。無車籍の状態で東港駅に留置されている。